# Іліада
«Іліа́да» (дав.-гр. Ἰλιάς, МФА: [iːliás], знах. відм. Ἰλιάδα) — епічна поема, що налічує 24 пісні, які складаються з 15693 віршів. Авторство приписують Гомеру. Ця поема є найдавнішою зі збережених пам'яток грецької літератури. «Іліада» є переробкою й об'єднанням численних переказів Стародавньої Греції про подвиги давніх героїв.
Разом з «Одіссеєю» має 8-й номер у Рейтингу 100 найкращих книг усіх часів журналу Ньюсвік.
Описано події десятого року облоги Трої (Іліона) об'єднаним військом грецьких вождів. Сказання про попередні події (викрадення Єлени Парісом, виступ греків (ахейців) під верховним начальством Агамемнона), постаті головних вождів (Агамемнон, Менелай, Ахілл, Одісей, Нестор, Діомед, Аякс, Ідоменей та ін., троянський цар Пріам, його сини Гектор, Паріс і т. д.), так само як і результат війни (загибель Трої), заздалегідь в Іліаді є відомими. Іліада охоплює лише незначний проміжок часу — епізод з історії облоги Трої.
Текст «Іліади» зберігся у редакції александрійських філологів, які розділили поему на 24 пісні у 3 ст. до н. е.: кількість пісень в «Іліаді» була пов'язана з кількістю літер у давньогрецькому алфавіті (24). Епічні оповіді, оброблені в «Іліаді», мають тривалу історію. Розкопки Шлімана в Трої виявили культуру, яка відповідає описам «Іліади» і датовану кінцем 2 тисячоліття до н. е. Дешифровані хетські написи також свідчать про існування могутньої ахейської держави в 13 столітті до н. е. і навіть містять низку імен, досі відомих лише з давньогрецького епосу.
В «Іліаді» зображуються соціальні відносини «гомерівського періоду», проте в ній збереглися також і рудименти мікенської доби. Наприклад, більшість персонажів «Іліади» з'явилися ще до грецьких богів, видозмінених у процесі схрещення місцевих культів із релігією Зевса — бога нових завойовників. За Узенером, у самому циклі сказань про взяття Трої («Священного Іліону») і наступному поверненні грецьких воїнів, можна побачити відлуння прадавніх міфів. Мотиви, що мають основне значення в побудові сюжету «Іліади», теж запозичені з інших сказань: «гнів Ахілла» — з епосу про гнів Мелеагра, а мотив розколу між Зевсом і Герою — із циклу міфів про Геракла.

## Головні персонажі

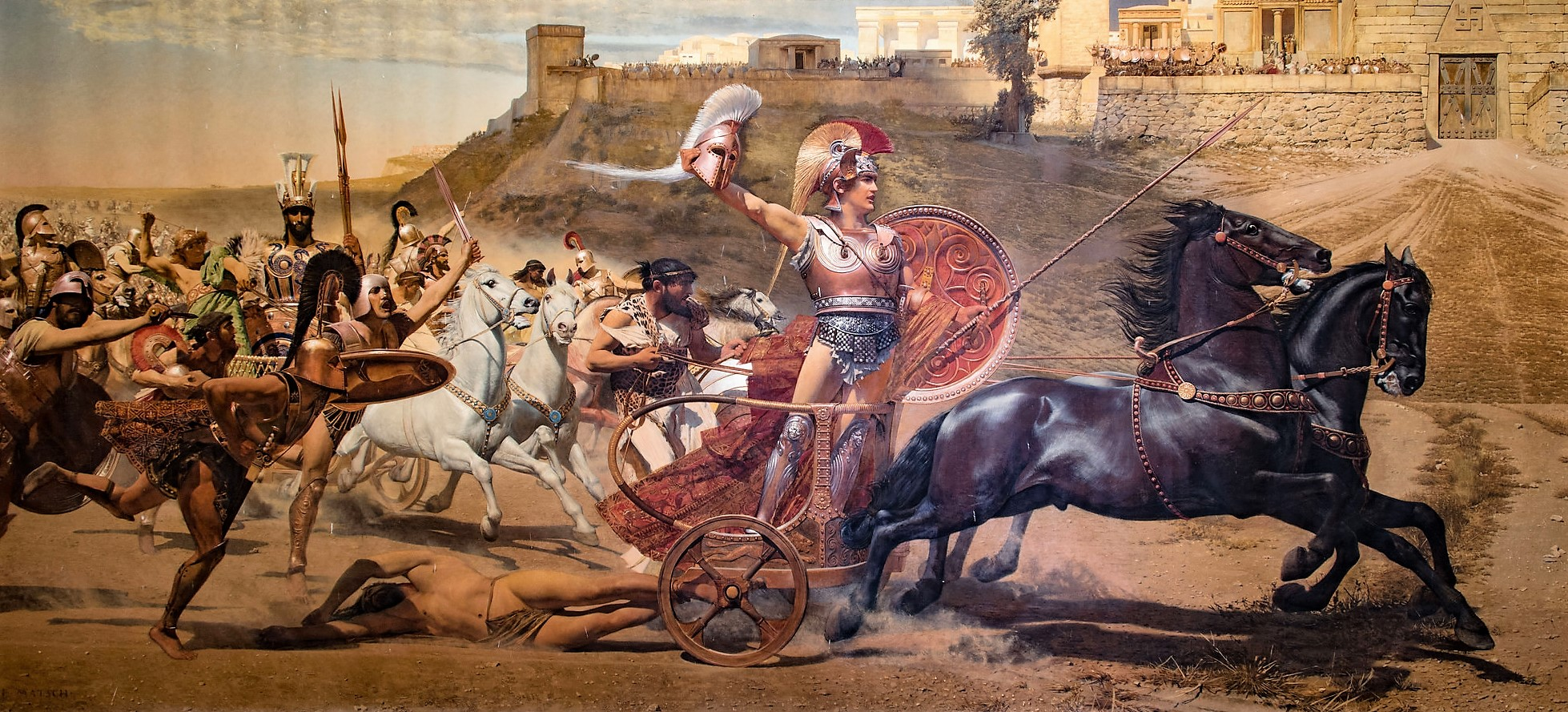
Тріумфатор Ахілл тягне за колісницею тіло переможеного Гектора

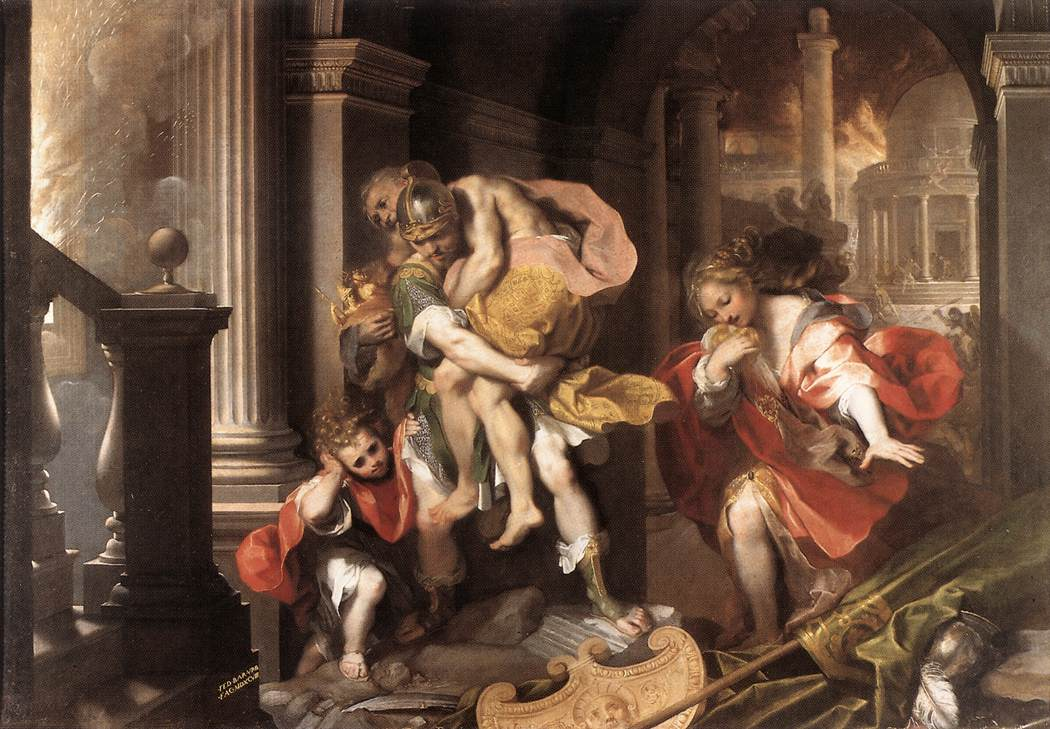
Втеча Енея з Трої: він несе свого старого батька Анхіса, Федеріко Бароччі

Більшість персонажів «Іліади» каталогізована. Так друга частина Книги 2 майже повністю вкладена як каталог кораблів та каталог троянців, із зазначенням не тільки командувачів, але й рядових військових.
Ахейці
- Агамемнон — правитель Мікен.
- Ахілл (або Ахіллес) — правитель мірмідонян.
- Одіссей — правитель Ітаки, герой Одіссеї.
- Аякс Теламонід — син саламінського володаря Теламона, полководець Ахілла.
- Менелай — правитель Спарти, чоловік Єлени.
- Діомед — правитель Аргоса.
- Аякс Оїлід — син володаря локрів Оїлея, полководець Ахілла.

Чоловіки Трої
- Гектор — син царя Пріама.
- Еней — син Анхіса та Афродіти.
- Деїфоб — син Пріама та Гекуби.
- Паріс — син царя Пріама, викрадач Єлени.
- Пріам — правитель Трої.
- Полідамант — полководець, товариш Гектора.
- Агенор  — син Антенора, полководець.
- Долон — рядовий троянець, за обіцяну винагороду вночі перейшов до табору ахейців, де був убитий Одіссеєм і Діомедом.
- Антенор — радник царя Пріама.
- Полідор — наймолодший син Пріама.

Жінки Трої
- Гекуба — дружина царя Пріама.
- Єлена — дружина Менелая, викрадена Парісом.
- Андромаха — дружина Гектора.
- Кассандра — дочка Пріама.

Олімпійські боги
У поемі боги Олімпу втручаються у перебіг подій, маніпулюють героями. Усі вони, крім Зевса, самі беруть безпосередню участь у бою.
| - Зевс (нейтральний) - Гера (ахейці) - Артеміда (троянці) - Аполлон (троянці) - Афродита (троянці) | - Аїд (нейтральний) - Афіна (ахейці) - Арес (ахейці, потім троянці) - Гермес (нейтральний/ахейці) - Посейдон (ахейці) - Гефест (ахейці) | - Німфи та інші божества - Ерида - Ірида - Фетіда - Протей (ахейці) - Гіпнос (ахейці) - Деймос (троянці) - Фобос (троянці) - Скамандер (троянці) - Лето (троянці) - Фетіс (ахейці) - Ірида (нейтральний) |

## Історична основа
Протягом тривалого часу вважалося, що Троянська війна й сама Троя — це вигадка. Цьому, зокрема, сприяло й те, що в Іліаді й Одіссеї є два світи — реальний та ірреальний (світ людей і світ богів). Лише завдяки розкопкам Генріха Шлімана було доведено, що Троя існувала. Після цього безліч дослідників почало шукати, що в «Іліаді» правда, а що — вигадка. Значного успіху в цьому вдалося досягти Майклу Вентрісу, який разом з Джоном Чедвіком дешифрував лінійне письмо Б.
Виділяють 9 основних археологічних шарів Трої. Зруйнування Трої, описане в «Іліаді», відбулося, на думку сучасних дослідників, приблизно 1260 року до н. е. ахейцями (тобто представниками Крито-мікенської цивілізації) і належить до періоду Трої-VII. Загалом Троянська війна не є унікальним явищем. Це частина загальної катастрофи бронзової доби, щодо причин якої є різні теорії. На той час Троя контролювала шлях з Причорномор'я в Середземномор'я, і тому не випадково стала мішенню. Згідно з сучасними дослідженнями, Троя була зруйнована неодноразово, і один або ж декілька військових походів (можливо, найбільший і найуспішніший), який закінчився спаленням Трої і ліг в основу героїчних оповідань, які міфологізувалися, були пов'язані одне з одним і зрештою стали основою для написання «Іліади».
Коли згадується Троянська війна, про яку йде мова в «Іліаді» і, на думку деяких літературознавців, в інших епічних поемах («Кіпрії», «Ефіопіда», «Мала Іліада», «Зруйнування Трої»), що не збереглися до нашого часу, то часто кажуть, ніби це була війна греків (еллінів) проти троянців. Насправді ж, це не так. В «Іліаді» елліни (греки) — це лише жителі Фтіотиди у Фессалії, Північній Греції, а їхня країна — Еллада (за назвою давнього міста) — це держава Пелея і Ахіллеса. Отже, у Троянській війні, з одного боку, виступали ахейці (ахеї, ахеяни), або панахеї, аргеї, данаї, а з іншого — троянці, або дардани, дарданії, дарданіони та велика кількість їхніх союзників — пеласги, фракійці, кікони, пеони, пафлагони, галізони, місійці, фригійці, меони (лідійці), карійці, лікійці, тобто племена, що на час творення «Іліади» жили на північ від континентальної Греції та на північному заході й заході Малої Азії. В «Іліаді» ахейці й троянці розмовляють однією мовою (староахейським діалектом грецької мови) і шанують тих самих богів (тут яскравий анахронізм, бо в мікенську епоху шанували ще не всіх олімпійських богів).

## Сюжет

Перші рядки Іліади

Гомерівська Іліада побудована на Троянському циклі міфів, що розповідає про десятирічну війну між захисниками міста Трої (або Іліона) і греками. Події спочатку відбуваються на Олімпі, потім же - на землі. Події Троянського циклу міфів добре відомі всім грекам, тому Гомер на них лише натякає у своїй поемі. Сама ж «Іліада» розповідає тільки про один епізод десятого року війни під Троєю, що тривав 53 дні — гнів наймогутнішого героя ахейського війська Ахілла.
Розповідь починається з того, що греки під верховним командуванням Агамемнона десятий рік поспіль тримають Трою в облозі після того, як була викрадена Єлена, дружина спартанського царя Менелая, троянським царевичем Парісом, сином царя Пріама. Під час розорення сусідніх областей була захоплена в полон дочка Хріса, жерця бога Аполлона, і віддана на відкуп Агамемнону.
Книга 1. Поема починається зі звернення до Музи та висвітленням теми: жахливих наслідків гніву Ахілла, що сталися з волі Зевса. Сама дія «Іліади» починається з приходу в ахейський (тобто грецький) табір Хріса, який пропонує викуп за дочку. Після грубої відмови Агамемнона Аполлон насилає на греків морову виразку. За ініціативи Ахілла, найхоробрішого з ахейських воїнів, скликаються збори, на яких оракул Калхант пояснює причину божественного гніву. Агамемнон погоджується відпустити полонянку за умови, що втрата буде йому відшкодована, і вимагає у відповідь на різкі докори Ахілла полонянку останнього — Брісеїду. Через це Ахілл відмовляється брати подальшу участь у боях. Спроба старого пілосського царя Нестора примирити розсварені сторони залишається безрезультатною. Збори перервано. Ахілл у гніві повертається до свого стану, де залишається в бездіяльності, Агамемнон повертає свою полонянку й відбирає в Ахілла Брісеїду. Мати Ахілла, морська богиня Фетіда, отримує від Зевса обіцянку, що ахейці будуть зазнавати поразок до тих пір, допоки не відшкодують образу, завдану її синові.
Ця обіцянка викликає на Олімпі сварку між Зевсом та його дружиною Герою, покровителькою та заступницею ахейців.
Книга 2. Зевс навіває Агамемнону неправдивий сон, у якому віщує перемогу над троянцями, й Агамемнон скликає збори всіх ахейців. Не будучи цілком упевненим у настрої війська, він розпочинає випробування: пропонує припинити війну і повернутися додому. Воїни негайно кидаються до кораблів.  Одіссей, важко переборюючи хвилювання, жорстоко побив при цьому Терсіта, який завжди «ображав царів». Ахейці вишиковуються до бою. Далі наданий довгий перелік кораблів, племен і вождів грецького війська. Троянці виходять із міста під проводом хороброго Гектора, сина Пріама. За цим епізодом також наданий короткий перелік сил троянців і їхніх союзників.
Книга 3. Перед початком бою Паріс скликає найхоробріших ахейців на єдиноборство. Менелай кидається йому назустріч, і Паріс із страхом відступає перед ображеним чоловіком Єлени. Лише закиди Гектора змушують його повернутися назад. Умови єдиноборства були такими: Єлена залишиться в переможця. Під час приготувань до двобою Єлена показує Пріаму зі Схейської вежі головних ахейських полководців — Агамемнона, Одіссея, Аякса, Ідоменея (сцена «Огляду зі стіни»). У єдиноборстві Менелай вже майже стає переможцем, але богиня Афродіта викрадає Паріса з поля бою й переносить до його чертогу. Туди ж вона приводить обурену Єлену та змушує її підкоритися бажанням Паріса. Ахейці же вважають Менелая переможцем і вимагають видачі Єлени.
Книга 4. Боги, ворожі Трої, незадоволені можливістю мирного завершення. За намовою Афіни союзник троянців Пандар випускає в Менелая стрілу. Перемир'я таким чином було порушено. Однак ця подія надала ахейцям нову впевненість в остаточній перемозі. Агамемнон обходить військо, підбадьорюючи воїнів перед новим боєм. Бій починається.

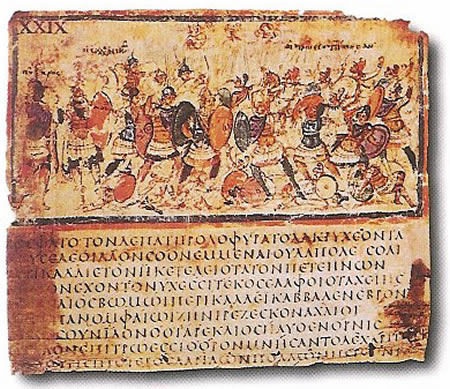
Іліада, Книга 7, манускрипт 5-6 століття

Книга 5. Особливою відвагою вирізняється ахейський воїн Діомед, якому допомагає Афіна: він убиває Пандара та ранить богів-покровителів троянців - Афродіту та Ареса.
Книга 6. Троянці готові вже відступати, оракул Гелен, брат Гектора, спонукає його влаштувати ходу троянських жінок до храму Афіни з благанням про спасіння. Опис ходи й зворушливі сцени братання Діомеда з троянським союзником Главком, прощання Гектора з дружиною Андромахою та сином Астіанактом.
Книга 7. Повернувшись на поле, Гектор вступає у двобій з Аяксом, який завершується нічиєю через настання ночі. Ахейці оточують свої кораблі муром і ровом.
Книга 8. На другий день бою Зевс забороняє богам брати участь у війні. Троянці під проводом Гектора змушують ахейців відступити до кораблів. Спроба Гери та Афіни допомогти ахейцям викликає жорстокий гнів Зевса.
Книга 9. Уночі за порадою мудрого Нестора Агамемнон споряджає посольство до Ахілла, обіцяючи повернення Брісеїди, багаті дари, навіть руку своєї дочки, якщо той погодиться знову взяти участь у війні. Ахілл, що проводить час у грі на лірі, доброзичливо приймає послів, але ні майстерна красномовність Одіссея, ні сильна, щира та простомовна промова Аякса, ні розповідь старого наставника Ахілла Фенікса не можуть змусити Ахілла змінити свого рішення.
Книга 10. Діомед та Одіссей вирушають в нічну експедицію в троянський табір, дорогою захоплюють троянського вивідача Долона і вчиняють страшну різанину в таборі щойно прибулого союзника Трої фракійця Реса.
Книга 11. Триває третій день бою. Зевс посилає Ворожнечу, яка спонукає ахейців до бою. Блискучі подвиги Агамемнона, Діомеда, Одіссея не можуть зупинити наступу троянців: усі ці герої вже поранені. Навіть Ахілл втрачає спокій і посилає свого коханця Патрокла до Нестора. Старець просить Патрокла або переконати Ахілла вступити у бій, або надягти обладунки Ахілла, щоб принаймні налякати ворогів.
Книга 12. Троянці продовжують наступ і вриваються за споруджений ахейцями мур.
Книга 13. Зевс, вбачаючи поразку ахейців, припиняє спостереження за боєм. Цим користується Посейдон, щоб надихнути ахейців. Воїн Ідоменей і два Аякси намагаються відбити натиск троянців (сцена «Битви біля кораблів»).
Книга 14. Гера, отримавши від Афродіти пояс із любовними чарами, присипляє Зевса у своїх обіймах - успіх переходить на бік ахейців («Омана Зевса»).
Книга 15. Прокинувшись, розгніваний Зевс змушує богів припинити будь-які спроби допомоги ахейцям. Перемога знову на боці троянців. Гектор руйнує мур, засипає рів і готується вже запалити кораблі. Обороняється тільки Аякс.

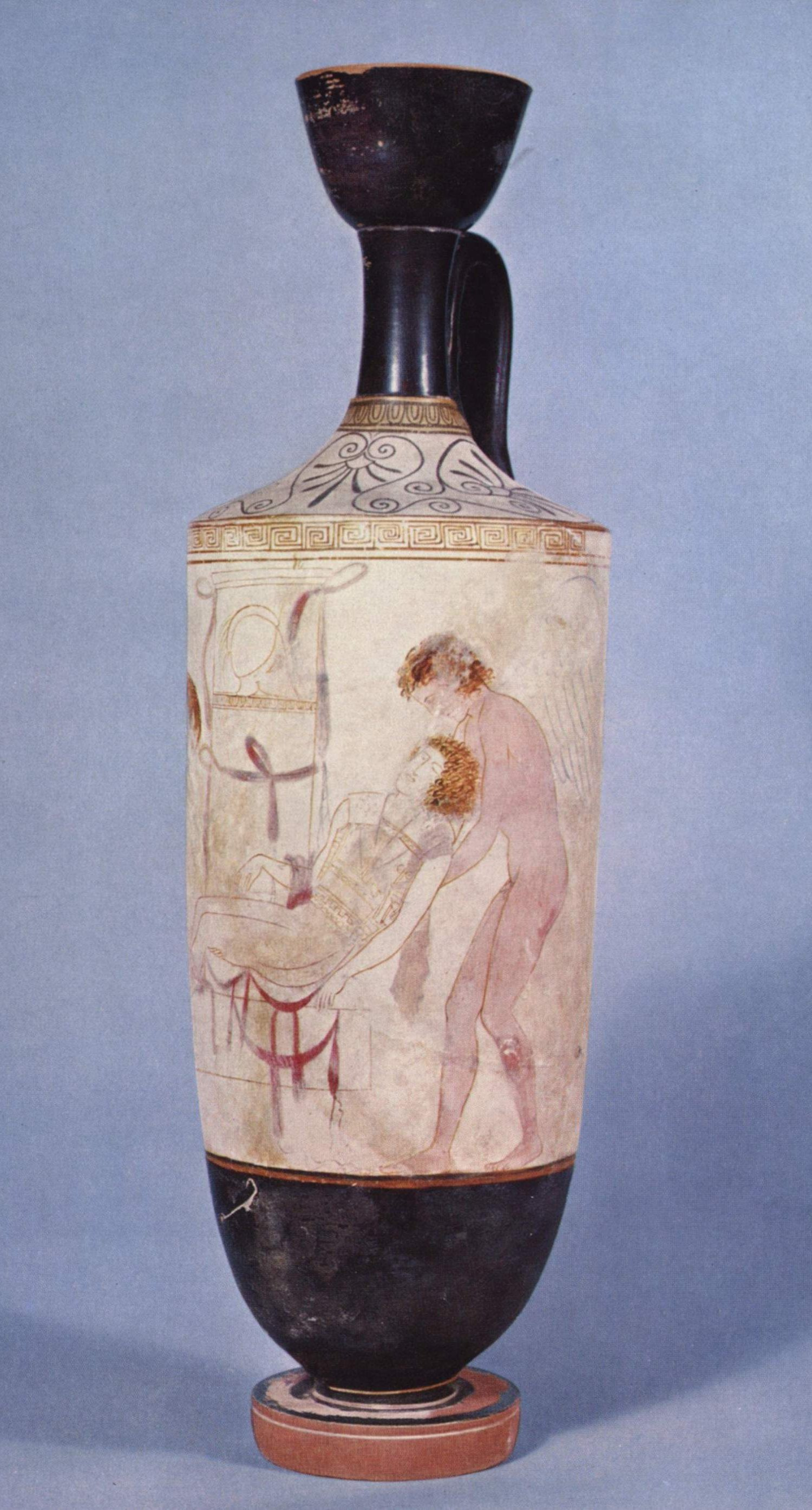
Гіпнос і Танатос несли тіло Сарпедона з поля битви під Троєю

Книга 16. Несподівано Ахілл погоджується, щоб Патрокл одягнув його лати, але лише для того, щоб відігнати троянців від кораблів. Побачивши зброю Ахілла, налякані троянці відступають. Патрокл, порушуючи наказ Ахілла, жене їх далі до самих стін Трої, поранивши при цьому троянського воїна Сарпедона, сина Зевса. Але обеззброєний Аполлоном Патрокл гине від руки Гектора.
Книга 17. Навколо тіла Патрокла розгортається запеклий бій, у якому особливо вирізняється Менелай. Але Гектор уже заволодів зброєю. Про перебіг подій посилають повідомити Ахілла.
Книга 18. Ахілл впадає в розпач. Мати його, Фетіда, виходить із моря й обіцяє отримати від бога Гефеста нову зброю. Поки що Ахілл виходить неозброєним й одним лише голосом своїм відганяє троянців від тіла Патрокла. Настає ніч, Гефест виготовляє зброю для Ахілла (детально поданий опис зображеного на щиті Ахілла).
Книга 19. Ахілл і Агамемнон примирюються, Брісеїда повернена. Вона разом з Ахіллом оплакує тіло хороброго Патрокла. Ахілл кидається в бій. Окрім того, один із його коней віщує йому близьку смерть.
Книга 20. Зевс дозволяє богам вступити в бій. Відбувається грізна сутичка за участю богів. Ахілл покриває поле тілами ворогів, але не зустрічає ще Гектора. Проте йому зустрівся Еней, якому судилося царювати над троянцями. Посейдон рятує Енея від Ахілла.
Книга 21. Водний потік Ксапер, загачений трупами, марно переконує Ахілла послабити наступ і навіть обрушується на нього своїми хвилями. Ахілла рятує Гефест, запаливши потік.
Книга 22. Зрештою, троянці тікають до міста. На полі бою залишається один Гектор, який бажає, незважаючи на переконання близьких, воювати із супротивником, але з наближенням Ахілла його охоплює страх, і він тікає. Зевс зважує на терезах жеребки Ахілла й Гектора. Жереб Гектора падає, заступник Аполлон залишає його. За підступно намовою Афіни Гектор, нарешті, приймає бій з Ахіллом і в цьому бою гине. Плач батька Пріама, матері Гекуби та дружини Андромахи про Гектора завершують книгу.
Книга 23. Душа Патрокла являється Ахіллу й вимагає якнайшвидшого поховання. Похорон та опис змагань, влаштованих Ахіллом на знак вшанування пам'яті героя, також яскраво змальовані.
Книга 24. Ахілл щоденно прив'язує тіло Гектора до колісниці і волочить навколо могили Патрокла. Одного разу вночі до нього з волі Зевса приходить Пріам із викупом і благає повернути тіло сина для поховання, Ахілл погоджується. Плачем за Гектором та його похованням завершується остання книга.

## Дослідження «Іліади»
«Іліада» складається з низки епізодів, які послідовно розгортаються в часі й часто мають цілком самостійний і закінчений характер. Ф. Зелинським був запропонований «закон хронологічної несумісності»: дії, що відбуваються по суті фабули одночасно в декількох планах, викладаються як послідовні. Цілісність поеми досягається підпорядкуванням матеріалу двом ключовим моментам. По-перше, це гнів Ахілла, який дає можливість висунути ряд інших фігур, що діють за його відсутності, на передній план, зберігаючи при цьому Ахілла головним героєм. По-друге, рішення Зевса мотивує на успіх грецьких полководців та урізноманітнює боротьбу введенням нового плану дії: сцен богів на Олімпі. Однак далеко не весь матеріал поеми можна окреслити цими рамками. Рішення Зевса, прийняте в Книзі 1-ій було забуте аж до подій Книги 8. Окремі епізоди «Іліади» слабо пов'язані, ї їхній подальший взаємозв'язок потребує мотивування божественним втручанням. У сюжетній побудові спостерігається низка протиріч. Так, низка епізодів «Іліади» лише штучно пов'язана з Троєю. Патроклія та деякі з наступних діянь Ахілла спочатку відбувались не в Трої, а у Фракії. Сцена «огляду зі стін» була локалізована на Пелопоннесі й стосується викрадення Олени Тесеєм, а не Парісом.
Стара «пісенна» теорія (книги «Іліади» також називали піснями) Лахмана та ін. (Гомерівське питання), яка пояснює композиційну своєрідність «Іліади» механічним зчепленням самостійних пісень, з'єднаних згодом деяким редактором в єдине ціле, у наш час відкинута з огляду на те, що єдність «Іліади» припускає поетичний задум автора, а також тому, що окремі епізоди «Іліади» аж ніяк не є «піснями». «Іліада» належить до тієї стадії розвитку епічної поезії, коли стиснений «пісенний» стиль вже поступався місцем стилю великих поем. Завершеність окремих епізодів викликана необхідністю писати твір частинами, а деякі різнобіжності в побудові «Іліади» пояснюються неповним пристосуванням матеріалу різних сказань до передбачуваної у поемі ситуації. Численні ж спроби дослідників конкретизувати це загальне положення й дати картину виникнення «Іліади» досі не привели до переконливих результатів, незважаючи на різноманітність застосовуваних методів (сюжетологічний аналіз, вивчення поетичної техніки різних частин «Іліади», мовні та культурно-історичні критерії). Суперечливим є й основне питання: чи «Іліада» лише поширює новим матеріалом основне ядро поеми, балади про гнів Ахілла (так звана, теорія «пра-Іліади»), чи моменти, що організовують поему, належать уже до пізніших стадій її оформлення?

### Соціологічний аспект
Соціологічний аналіз «Іліади» дає змогу зробити кілька важливих висновків. По-перше, поема є суто аристократичною. Персонажі належать до знаті й живуть ідеалами станової честі й хоробрості. Якщо ж епізодично й з'являється фігура незнатної людини, то лише як виняток та об'єкт «вгамування» (наприклад, Терсіт). По-друге, суворі звичаї суспільного ладу в поемі були значно пом'якшені, а форма спілкування стала витонченішою. По-третє, аристократичне суспільство, на яке власне й була розрахована «Іліада», вирізнялося своєрідним раціоналізмом: воно зберігало культові обряди, але вже відмовилося від багатьох первісних анімістичних уявлень. Усе наївно-чудове ретельно оминається в поемі. Архаїчна грубість сцен між богами використовується значною мірою як комічний ефект. Ці висновки в поєднанні з мовними критеріями, які свідчать, що епос написаний штучною мовою, у якій змішані прадавні еолійські та пізніші іонійські елементи, дозволяють віднести створення «Іліади» приблизно до 700 до н. е.

### Поетична техніка
Поетична техніка «Іліади» є поєднанням примітивної безпорадності з розвиненим і навіть мудрим мистецтвом оповідання й величезним багатством засобів вираження. Невиробленою залишалася ще техніка масових сцен, тому численні описи битв розбиваються на низку двобоїв. Одночасно в поемі широко використаний прийом ретардації, а також багатопланове ведення розповіді, то того ж, кожний план розчленовується на частини. Майстерність автора «Іліади» якраз і полягає в умінні послідовно подати частини різних планів у майже симетричному розрізі. Швидкий темп розповіді часто змінюється дуже повільним, розповідь — із майстерно скомпонованими промовами та діалогами. Сюжетний інтерес до цілого відступає на задній план перед рельєфною обробкою частини — звідси драматична напруженість окремих сцен і водночас невміння вмотивувати їх подальше розгортання. Мова «Іліади» багата на епітети, метафори і «гомерівські» порівняння. Важливою ознакою «Іліади» є те, що вона написана гекзаметром, винайдення якого приписують саме Гомерові. Техніка «Іліади», як її сюжет і мова, є результатом тривалого розвитку: покоління епічних співаків на базі традиційних прийомів створювали цей шедевр.
Ще від античних часів дослідники «Іліади» звертали увагу на її драматизм, у якому сполучаються трагічні й комічні моменти. Цей драматизм полягає в переважанні діалогів дійових осіб - прямої мови - над оповідними частинами - авторською мовою. Постійна напруженість дії, незважаючи на численні відхилення від основної сюжетної лінії й уповільнення викладу, посилюється тим, що обидві сторони - як ахейська, так і троянська - заздалегідь знають свою долю: місто Пріама має бути зруйноване, але ціною багатьох людських жертв із двох ворожих сторін. Усі події двох світів описано дуже правдоподібно, з усіма життєвими подробицями, і це дає дослідникам право на визначення стилю давньогрецького епосу як епічного реалізму.

## Літературна доля
Піднесена античними критиками «Іліада» в середні віки була абсолютно невідома європейському Заходу, який черпав свої відомості про Троянську війну (наприклад, «Роман про Трою» Бенуа де Сент-Мора, 12 століття) з набагато пізніших латинських джерел (Діктіс, Дарес, короткий парафраз Бебія Італіка — «Латинська імперія», приписувана в середні віки фіванцю Піндару). Безпосереднє знайомство з Гомером збереглося лише у візантійців. В Італії «Іліада» вперше стає відомою у другій половині 14 ст. (Петрарка, Бокаччо), але знайомство це набуває історико-літературної значимості лише з кінця 15 ст. - в епоху виникнення лицарської поеми Боярдо та Аріосто. Посилання на «Іліаду» і на знову відому на початку 16 ст. «Поетику» Аристотеля відіграють важливу роль у полеміці католицької реакції проти лицарської поеми й у формулюванні гасла «єдності» епічної поеми.
Торквато Тассо широко використовує «Іліаду» у «Звільненні Єрусалиму» (1575), особливо в пізній редакції поеми — «Завойований Єрусалим» (1593), а також у своїх теоретичних «Роздумах про поетичне мистецтво». Однак для придворного суспільства епохи абсолютизму й католицької реакції «Іліада» виявилась недостатньо «пристойною» і «величною» через неповажне відношення до богів і героїв, грубий стиль, «низькі» порівняння, недостойні епічної поеми. Так, жоден з перекладачів «Іліади» до середини 18 ст. не наважувався передати момент, де Аякс порівнюється із впертим віслюком. Також часто нарікали на численні перебільшення, ретардації, відступи, відсутність єдності в поемі. Епічна поема імператорського Риму «Енеїда» Вергілія видавалася більш пристойною та коректною. Віда та Скалігер навіть сформулювали стереотип про те, що Вергілій вище Гомера. Так продовжували вважати і в добу французького класицизму. Різкій критиці «Іліаду» піддавали Тассоні (1601), Демаре (1670), Шарль Перро (1687) — зачинателя відомої «суперечки давніх і сучасних».
Від уваги критиків 16-17 століть не сховалися численні протиріччя сюжетної лінії поеми. Проте Д'Обіньяк у своїй праці «Академічні припущення або міркування про Іліаду» (написана близько 1664 р., надрукована у 1715 році) висловив вже думку про те, що «Іліада» складена із самостійних віршів різних авторів. В Англії, де положення класичної поетики ніколи не мало особливого визнання, «Іліада», із якою були добре знайомі Спенсер і Мільтон, цінувалася більш високо саме як природний твір генія (також Драйден, Аддісон, Поп). Ця оцінка тільки утвердилась, коли нова буржуазна течія в літературі 18 ст. створила інтерес до примітивної «народної поезії» (староанглійські балади, «Оссіан»).
Німецький письменник і мислитель Йоганн-Готфрід Гердер першим зауважив грандіозне значення поеми, визначив Гомера як «народного поета» («Голоси народів», 1778 рік) та звеличував «Іліаду» за панівні в ній настрої радості та гуманності. Уявлення про стихійний «органічний» розвиток народної поезії поставило чітку грань між поемами Гомера (у цей час створюється теорія Вольфа) і «штучним» епосом Вергілія, Тассо та ін. Це докорінно змінило основну установку класичної поетики - намагатись відшукати в «Іліаді» правила героїчного епосу. Шиллер, читаючи Гомера, будує теорію «наївною поезії», у якій мислення ще не відірвалося від безпосереднього переживання. Гете бажав на основі гомерівського матеріалу створити поему «Ахіллеїду» (ця спроба збереглася донині лише уривками (1799)). У добу романтизму «Іліада» високо цінується як виявлення грецького національного духу. Проте вже в 19 — на початку 20 століття «Іліада» втрачає літературну актуальність.

## Переклади українською
Першим опублікованим україномовним перекладом «Іліади» стала робота Степана Васильовича Руданського, виконана впродовж 1862–1863 рр. Перекладач назвав поему «Ільйонянкою». Окремі частини друкувались у журналі «Правда», повний же переклад був опублікований у Львові 1903 року — через сорок років після завершення роботи над перекладом та через тридцять років після смерті поета. Не було видано й повний переклад усіх книг «Іліади» О. О. Навроцького, члена Кирило-Мефодіївського братства, а також переклад 30-х років 19 ст., виконаний у Відні Ковшевичем. Пізніше шість книг «Іліади» були перекладені українською мовою 1902–1903 рр. Петром Івановичем Ніщинським. Частковий переклад поеми здійснив також Іван Якович Франко. 1978 року «Іліаду» переклав Борис Тен.

## «Іліада» у мистецтві та літературі
Троянська війна була однією з найулюбленіших тем давньогрецьких письменників та драматургів. Трилогія Есхіла «Орестея» є своєрідним продовженням «Іліади», оскільки описує життя Агамемнона після повернення додому з Трої. Поема Роберта Браунінга «Розвиток» розповідає про його дитячу зацікавленість сюжетом Іліади та захоплення епосом як таким, а також порушує питання авторства.
Вільям Шекспір використав сюжет Іліади як основний матеріал для створення своєї п'єси «Троїл та Крессида», яка проте здебільшого була заснована на середньовічному сказанні про історію кохання Троїла, сина царя Трої Пріама, та Крессиди, дочки троянського ворога Кальхаса. П'єса, яку часто вважають комедією, змінила традиційні уявлення про події Троянської війни і зобразила Ахілла як боягуза, а Аякса Теламоніда нерозумним, бездумним найманцем.
1954 року на Бродвеї був поставлений мюзикл «Золоте яблуко» за лібрето Джона Тревілля Лату та  музикою композитора Джерома Моросса як вільна адаптація «Іліади» та «Одіссеї», який зображував події життя Америки, штату Вашингтон, у роки після Іспано-американської війни. Дія першого акту мюзиклу розгорталася за мотивами «Іліади», другого акту — за мотивами «Одіссеї».
1983 року побачило світ оповідання Крісти Вольф «Кассандра», назване за іменем дочки царя Трої Пріама. Розповідь ведеться від першої особи про події напередодні вбивства Кассандри дружиною Агамемнона Клітемнестрою у Спарті. Це оповідання розкриває жіночий погляд на війну. Оповідання «Кассандра» супроводжується чотирма есе, які Вольф представила пізніше на Франкфуртських поетичних читаннях. Есе здебільшого присвячені роздумам Вольф як письменниці, що намагається переосмислити «Іліаду» під впливом вражень від прочитаного та від подорожі до Греції, яку вона здійснила одразу після прочитання поеми.
2003 року американський письменник-фантаст Ден Сіммонс опублікував роман «Іліон», який згодом отримав премію Локус за підсумками голосування читачів журналу «Локус» як найкращий науково-популярний фантастичний роман року.
2004 року глядачі всього світу побачили адаптовану екранізацію Іліади «Троя» німецького режисера Вольфганга Петерсена. Роль Ахілла виконав Бред Пітт, Паріса — Орландо Блум, Гектора — Ерік Бана, Одіссея — Шон Бін та Агамемнона — Брайан Кокс. Сюжет фільму лише віддалено нагадує гомерівську версію. Усі надприродні істоти були навмисно прибрані зі сценарію, за винятком лише однієї сцени, коли Ахіллес бачиться зі своєю матір'ю — німфою Фетідою. Проте ніяких натяків про її божественне походження у фільмі немає, так само як і ззовні Фетіда абсолютно ідентична зі звичайною жінкою. Попри те, що картина викликала неоднозначну реакцію в кінокритиків, вона мала значний комерційний успіх, особливо в закордонному прокаті. У США фільму вдалося зібрати $133 млн та $497 мільйонів по всьому світу. Він став 64-м фільмом за сумою касових зборів за всю історію кіномистецтва.
У 2014 році Іліада з'явилася в електронній бібліотеці Ватикану в числі перших 500 оцифрованих безцінних рукописів. Це двомовна версія «Іліади» (грецькою і латинською мовами),.